# Церква Хрисосотірос
Церква Хрисосотірос (грец. Παναγία Χρυσοπολίτισσα), Собор Преображення Господнього — церква в Ларнаці, Кіпр.

## Історія
Собор Святого Преображення Спасителя, що має другу назву церква Хрисосотірос, був збудований у 1460 році. У 1760 році сюди переїхав митрополит Кітіона Макарій I (1737—1776) і поряд із храмом виникли адміністративні будівлі митрополії. У 1853—1854 роках церква була відремонтована. За огорожею, поруч із храмом, розташовуються два пам'ятники, присвячені митрополитам Кітіона.
Це зараз храм знаходиться у Старому місті на деякому віддаленні від сучасного управлінського центру міста, а за часів панування венеційців та турків район біля храму був протягом тривалого часу адміністративним центром управління містом. Розташований у Платеї Мітрополеос.
На церковній брамі є табличка, де перше слово її грецької назви: ΜΗΤΡΟΠΟΛΙΤΙΚΟΣ